# Giro de Lombardía 1935
El Giro de Lombardía 1935 fue la 31.ª edición del Giro de Lombardía. Esta carrera ciclista organizada por La Gazzetta dello Sport se disputó el 20 de octubre de 1935 con salida y llegada a Milán después de un recorrido de 238 km.
El italiano Enrico Mollo (Gloria) consiguió imponerse en la línea de meta a sus compatriotas Aldo Bini (Frejus-Girardengo) y Gino Bartali (Frejus).

## Desarrollo
Mollo ganó esta edición del Giro de Lombardía culminando una fuga en solitario originada en la primera subida del día - Monte Guello (km .40). Bartali pasó muy cerca de él por la cima pero decidió esperar a sus compañeros pensando en el campeonato de Italia, que también se decidía en esta prueba. Esta circunstancia favoreció a Mollo que por Grantola tenía más de ocho minutos. Una ventaja suficiente para ganar la competición a pesar de sufrir en la última ascensión a Brinzio.

## Clasificación general
| Posición | Ciclista           | Equipo           | Tiempo     |
| -------- | ------------------ | ---------------- | ---------- |
| 1        | Enrico Mollo       | Gloria           | 7h 22' 16" |
| 2        | Aldo Bini          | Maino-Girardengo | + 4' 53"   |
| 3        | Gino Bartali       | Frejus           | m. t.      |
| 4        | Giuseppe Olmo      | Bianchi          | m. t.      |
| 5        | Attilio Masarati   | Ganna            | m. t.      |
| 6        | Rinaldo Gerini     | Maino-Girardengo | m. t.      |
| 7        | Francesco Camusso  | Legnano-Wolsit   | m. t.      |
| 8        | Isidoro Piubellini | Legnano-Wolsit   | m. t.      |
| 9        | Mario Cipriani     | Frejus           | m. t.      |
| 10       | Pietro Rimoldi     | Bianchi          | m. t.      |